# 苏尔维格·克里斯托夫
苏尔维格·贝达·克里斯托芙（Solveig Beda Christov ，娘家姓弗莱德列克森；1918年10月29日—1984年5月16日），挪威小说家、剧作家。

## 个人生活
苏尔维格出生于德拉门，是电工弗雷德里克·阿道尔夫·弗莱德列克森和苏尔维格·亨利叶特·亨里克森的女儿。她有三次婚姻——1941年至1946年与罗尔夫·诺曼·贝克克，1947年至1959年与商人帕尔·辛·克里斯托弗森，1960年与出版商哈拉尔德·格里格。1949年后，她以克里斯托芙为筆名。 

## 文学生涯
1949年，克里斯托夫发表小说处女作《死胡同里鲜花怒放》，反响平平。接下来的小说《来去之路》（1951年）和《托儿苏》（1952年）取得了突破，后者用象征主义手法描写了一个与世隔绝的洞穴社会。  20世纪50年代，她还创作了爱情小说《七个昼夜》（1955年）、 《大坝》（1957年）和心理小说《Korsvei i jungelen 》（1959年）。她的小说《Elskerens hjemkomst》（1961）以色情为主题，而小说《Skyldneren》（1965）则以内疚为中心。她出版了短篇小说集Jegeren og viltet (1962) 和后来的I dag er vårt liv (1974)。 她的小说《Tilfellet Martin》 （1970）和《Knivsliperens dagbok》 （1976）都聚焦于精神错乱的。 
克里斯托夫的戏剧《Det hemmelige regnskap》'（1957）和《På rødt pass 》（1958）均在国家剧院上演。  1968 年， Fjernsynsteatret电视剧院播放了獨角戲《Veversken》 。她的广播剧作品包括由挪威廣播公司播放的《吉他手》和《终端》。戏剧《Sub Rosa》于1971年在卑尔根国际艺术节上演出
1962年，她获得里克斯莫勒语学会文学奖。 